# اندیس مرمریت ۳۰۴۰
مرمریت ۳۰۴۰ یک اندیس مصالح ساختمانی است که در حوالی شهر اقلید استان فارس قرار دارد و مادهٔ معدنی موجود در آن، مرمریت است.سنگ میزبان این اندیس سنگ آهک و آهک مارنی است و دیرینگی آن به دوران پالئوژن می‌رسد.